# Colombiers-sur-Seulles
Colombiers-sur-Seulles ist eine französische Gemeinde mit 153 Einwohnern (Stand 1. Januar 2022) im Département Calvados in der Region Normandie.

## Geografie
Die Gemeinde liegt 13 Kilometer nordöstlich von Bayeux und zwei Kilometer von Creully im Tal der Seulles.

## Geschichte
Bei archäologischen Untersuchungen wurden mehrere Hügelgräber des ausgehenden 5. Jahrtausends v. Chr. gefunden. Der Tumulus von Colombiers-sur-Seulles ist das älteste steinerne Bauwerk in der Normandie; er befindet sich heute im Eigentum des Generalrats des Départements. In der Nähe steht der Menhir des Demoiselles oder Pierre Debout.

## Demografie
Zwischen 1962 und 1999 ist die Einwohnerzahl um 23,1 % angestiegen.
| Jahr      | 1962 | 1968 | 1975 | 1982 | 1990 | 1999 | 2016 |
| --------- | ---- | ---- | ---- | ---- | ---- | ---- | ---- |
| Einwohner | 147  | 164  | 166  | 158  | 160  | 181  | 166  |

## Sehenswürdigkeiten
- Tumulus von Colombiers-sur-Seulles
- Menhir Pierre debout
- Kirche Saint Vigor (11. Jahrhundert; im 19. Jahrhundert restauriert)